# Бабашов, Леонид Иванович
Леонид Иванович Бабашов (укр. Леонід Іванович Бабашов; род. 31 января 1966, Петровка, Крымская область) — российский политик. Депутат Государственной думы России (с 2021 года). Депутат Государственного совета Республики Крым (2014—2021). Член партии «Единая Россия».
Из-за поддержки российско-украинской войны — под санкциями 27 стран ЕС, Великобритании, США, Канады, Швейцарии, Австралии, Японии, Украины, Новой Зеландии.

## Биография
Родился 31 января 1966 года в селе Петровка Красногвардейского района. В Петровке проживал на улице Парковой. Учился в местной сельской школе. Являлся кандидатом в мастера спорта по зимнему многоборью. С 1984 по 1986 год проходил срочную службу в рядах Советской армии в ракетных войсках стратегического назначения.

### Трудовая деятельность

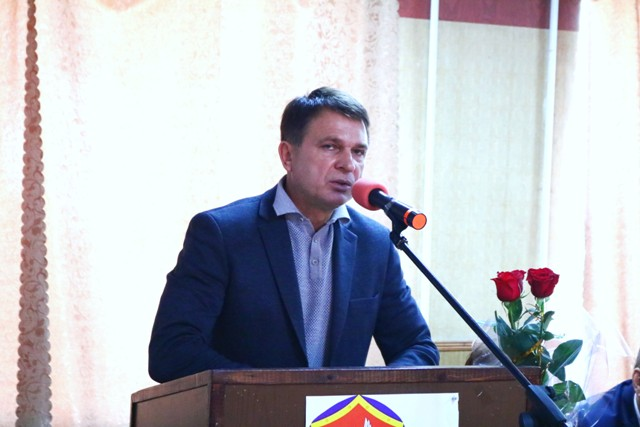
Бабашов в 2018 году

Начал трудовую карьеру в 1986 году в посёлке Красногвардейское на предприятия ДОСААФ как слесарь по ремонту автомобилей. Спустя три года стал маляром-рихтовщиком автогаража Ордена Ленина при колхозе «Дружба народов».
В 1993 году начал заниматься предпринимательской деятельностью. Бабашов являлся владельцем компании по строительству автодорог, которая неоднократно выигрывали тендеры у «Крымавтодора».
Окончил Киевский государственный технический университет строительства и архитектуры по специальности «инженер-строитель» (1995). В 2016 году получил степень бакалавра в Крымском федеральном университете имени В. И. Вернадского по направлению «юриспруденция».
Являлся первым вице-президентом Федерации парусного спорта Крыма. Входил в попечительский совет мемориального комплекса концлагеря «Красный», участвовал в финансировании установки памятника Вежливым людям в Симферополе.

### Политическая карьера

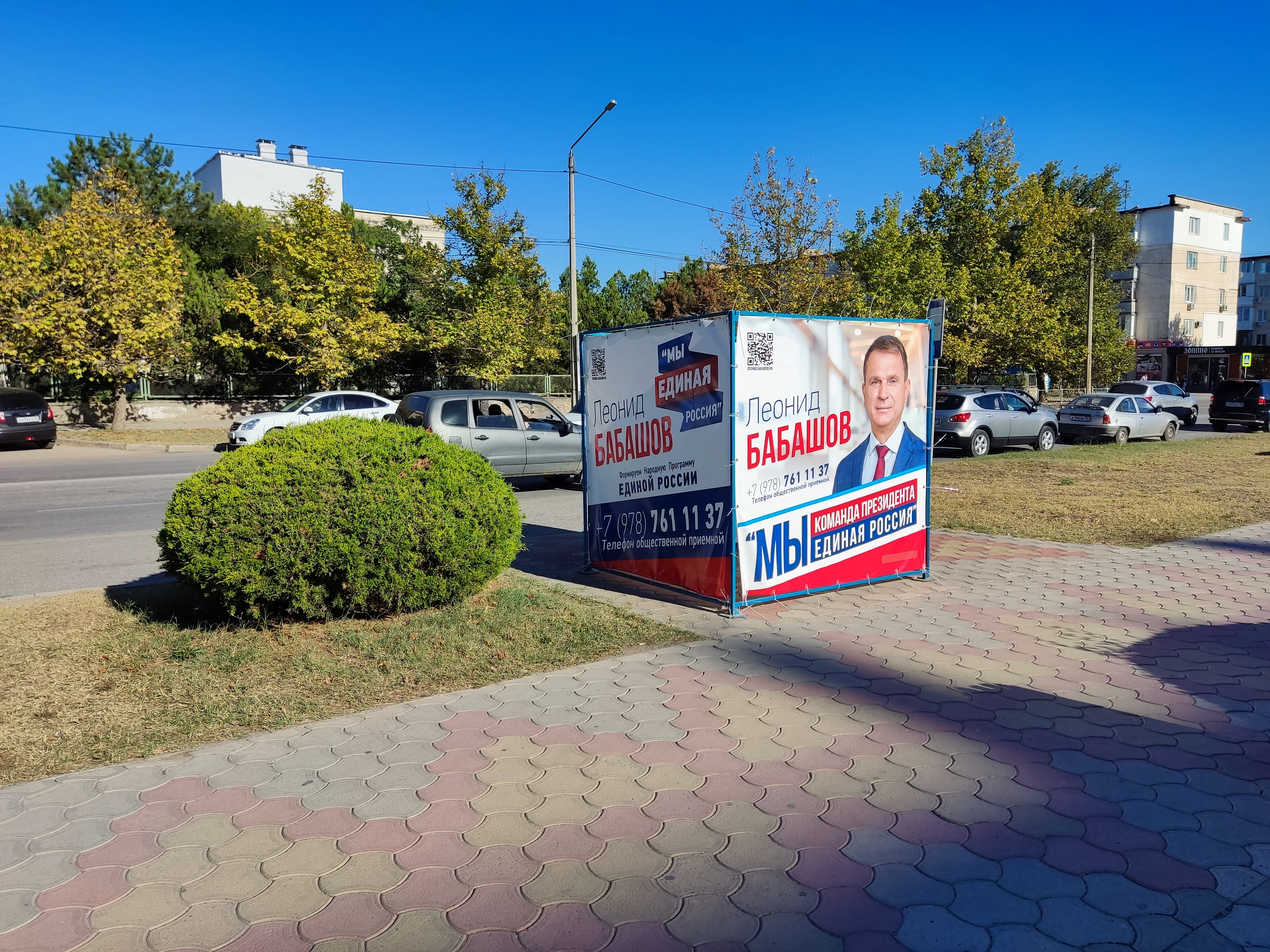
Предвыборная кампания 2021 года в Евпатории

Бабашов поддержал аннексию Крыма Россией весной 2014 года, после чего принял предложение председателя крымского парламента Владимира Константинова вступить в партию «Единая Россия». На выборах в Государственный совет Республики Крым 2014 года Бабашов баллотировался по одномандатному округу в Красногвардейском районе. «Единороссы» одержали победу во всех одномандатных округах полуострова и прошли в парламент. В госсовете политик возглавил комитет по строительству и жилищно-коммунальному хозяйству. В связи с этим Совет национальной безопасности и обороны Украины ввёл против Бабашова санкции.
Накануне выборов в Государственную думу России 2016 года был участником праймериз «Единой России» в Крыму. В 2018 году Бабашов раскритиковал главу администрации Евпатории Андрея Филонова за мусор на улицах города. На следующих выборах в 2019 году вновь был избран в Государственный совет Крыма от Красногвардейского района, став председателем комитета по строительству, транспорту и топливно-энергетическому комплексу. Поддержал поправки к Конституции России в 2020 году.
В июле 2021 года, накануне старта выборов в Государственную думу России, заменил снявшего свою кандидатуру вице-премьера Республики Крыма Евгения Кабанова на Евпаторийском избирательном округе. По итогам выборов Бабашов, баллотировавшийся как самовыдвиженец при поддержке партии «Единая Россия», прошёл в парламент, набрав 58,17 % голосов избирателей.
12 октября 2021 года вошёл в состав Комитета по транспорту и транспортной инфраструктуре Госдумы РФ.

## Международные санкции
Из-за поддержки российской агрессии и нарушения территориальной целостности Украины во время российско-украинской войны находится под персональными международными санкциями разных стран.
23 февраля 2022 года внесён в санкционные списки стран Евросоюза за действия и политику, которые подрывают территориальную целостность, суверенитет и независимость Украины и еще больше дестабилизируют Украину.
24 февраля 2022 года включён в санкционный список Канады «близких соратников режима» за голосование о признании независимости «так называемых республик в Донецке и Луганске».
24 марта 2022 года, на фоне вторжения России на Украину, включён в санкционный список США за «соучастие в войне Путина» и «поддержку усилий Кремля по вторжению в Украину», Госдеп США заявил что депутаты Госдумы используют свои полномочия для преследования инакомыслящих и политических оппонентов, нарушают свободу информации, ограничивают права человека и основные свободы граждан России.
По аналогичным основаниям, с 11 марта 2022 года находится под санкциями Великобритании. С 27 сентября 2022 года находится под санкциями Швейцарии. С 26 февраля 2022 года находится под санкциями Австралии. С 12 апреля 2022 года находится под санкциями Японии. Указом президента Украины Владимира Зеленского от 7 сентября 2022 находится под санкциями Украины. С 3 мая 2022 года находится под санкциями Новой Зеландии.

## Награды и звания
- Благодарность Главы Республики Крым (2016)[2]
- Благодарность Председателя Государственного Совета Республики Крым (2018)[2]
- Медаль «За доблестный труд» (2019)[2]
- Почётное звание «Заслуженный строитель Республики Крым» (2021)[2]

## Личная жизнь
От первого брака двое детей. После смерти супруги, женился на Татьяне, от которой у него родилась дочь.
Его дети Артур и Алла Бабашовы владельцы 50 % акций в предприятии «Альт-Эра». Артур Бабашов также является генеральным директором компании. После 2014 года «Альт-Эра» стала одним из лидеров по количеству выигранных бюджетных заказов на строительство и обслуживание автодорог Крыма. За 2021 год сумма контрактов, полученных компанией, составляла более 12 миллионов долларов.

## Состояние
За 2019 год Леонид Бабашов задекларировал 5 миллионов рублей годового дохода, пять земельных участков, парусное судно Melges 24 и автопарк, состоящий из Porsche Cayenne, BMW Х5, четырёх грузовых автомобилей, прицепа, полуприцепа и прицепа-цистерны. В это же время в собственности его супруги находился MercedesBenz GLE. При этом с 2014 года её годовые доходы выросли с 4 тысяч рублей до 6 миллионов рублей в 2017 году.